# Shawn Mendes (album)
Shawn Mendes è il terzo album in studio del cantautore canadese omonimo, pubblicato il 25 maggio 2018 dalla Island Records.
L'album ha debuttato al primo posto nella classifica Billboard 200, vendendo 182 000 copie e divenendo il terzo album di Shawn Mendes a piazzarsi alla numero uno in questa classifica. Alla sessantunesima edizione dei Grammy Awards l'album ha ricevuto una nomination nella categoria di miglior album pop vocale.

## Accoglienza
| Recensione              | Giudizio |
| ----------------------- | -------- |
| Metacritic              | 73/100   |
| AllMusic                |          |
| The Guardian            |          |
| The Independent         |          |
| London Evening Standard |          |
| Pitchfork               | 5.1/10   |
| Rolling Stone           |          |

Shawn Mendes ha ricevuto recensioni generalmente positive dai critici musicali, che hanno lodato i suoi contenuti e la svolta nella carriera di Mendes rispetto al precedente album. Per l'appunto, Ilana Kaplan del The Independent ha esaltato la maturità del cantante rispetto al precedente lavoro: «Con quella che è la sua ultima fatica, il diciannovenne musicista si è congedato dai classici dispiaceri sentimentali per qualcosa di molto più personale». In un'altra recensione positiva, Jem Aswad di Variety lo ha definito «un album pop eccezionalmente ben assortito dove Shawn prova stili diversi - sebbene la sua grande personalità è diventata tale da non da farsi sovrastare mai da nessuno di questi».
Jon Caramanica del The New York Times ha dato una recensione mista, scrivendo che l'album è «piacevole se non addirittura travolgente, ma ricco di canzoni deliziosamente anonime che offuscano puntualmente le potenzialità di Mendes».

## Tracce
Versione standard
1. In My Blood – 3:31 (Shawn Mendes, Geoff Warburton, John Theodore Geiger II, Scott Harris)
2. Nervous – 2:44 (Shawn Mendes, Julia Michaels, Scott Harris)
3. Lost in Japan – 3:21 (Shawn Mendes, Nate Mercereau, Scott Harris, Teddy Geige)
4. Where Were You in the Morning? – 3:20 (Shawn Mendes, Teddy Geiger, Scott Harris, Geoffrey Warburton)
5. Like to Be You (feat. Julia Michaels) – 2:39 (Shawn Mendes, Julia Michaels, Scott Harris)
6. Fallin' All in You – 3:55 (Shawn Mendes, Ed Sheeran, Fred Gibson, John McDaid, Scott Harris, Teddy Geiger)
7. Particular Taste – 2:55 (Shawn Mendes, Ryan Tedder, Zach Skelton)
8. Why – 3:58 (Shawn Mendes, Scott Harris, Teddy Geiger)
9. Because I Had You – 2:22 (Shawn Mendes, Ryan Tedder, Scott Harris, Teddy Geiger, Zach Skelton)
10. Queen – 3:24 (Shawn Mendes, Geoff Warburton, Scott Harris, Teddy Geiger)
11. Youth (feat. Khalid) – 3:10 (Shawn Mendes, Khalid Robinson, Nolan Lambroza, Teddy Geiger, Geoff Warburton, Scott Harris)
12. Mutual – 2:28 (Shawn Mendes, Geoff Warburton, Scott Harris, Teddy Geiger, Ian Kirkpatrick)
13. Perfectly Wrong – 3:32 (Shawn Mendes, Geoff Warburton, Scott Harris, Teddy Geiger)
14. When You're Ready – 2:49 (Shawn Mendes, Geoff Warburton, Scott Harris, Teddy Geiger, Amy Allen)

Versione deluxe (2019)
1. Señorita (feat. Camila Cabello) – 3:11 (Shawn Mendes, Camila Cabello, Andrew Wotman, Benjamin Levin, Alexandra Tamposi, Charlotte Aitchison, Jack Patterson, Magnus August Høiberg)
2. Lost in Japan – 3:21 (Shawn Mendes, Nate Mercereau, Scott Harris, Teddy Geige)
3. If I Can’t Have You – 3:10 (Shawn Mendes, Teddy Geiger, Scott Harris,Nate Mercereau)
4. In My Blood – 3:31 (Shawn Mendes, Geoff Warburton, John Theodore Geiger II, Scott Harris)
5. Fallin' All in You – 3:55 (Shawn Mendes, Ed Sheeran, Fred Gibson, John McDaid, Scott Harris, Teddy Geiger)
6. Where Were You in the Morning? – 3:20 (Shawn Mendes, Teddy Geiger, Scott Harris, Geoffrey Warburton)
7. Nervous – 2:44 (Shawn Mendes, Julia Michaels, Scott Harris)
8. Like to Be You (feat. Julia Michaels) – 2:39 (Shawn Mendes, Julia Michaels, Scott Harris)
9. Particular Taste – 2:55 (Shawn Mendes, Ryan Tedder, Zach Skelton)
10. Because I Had You – 2:22 (Shawn Mendes, Ryan Tedder, Scott Harris, Teddy Geiger, Zach Skelton)
11. Why – 3:58 (Shawn Mendes, Scott Harris, Teddy Geiger)
12. Youth (feat. Khalid) – 3:10 (Shawn Mendes, Khalid Robinson, Nolan Lambroza, Teddy Geiger, Geoff Warburton, Scott Harris)
13. Perfectly Wrong – 3:32 (Shawn Mendes, Geoff Warburton, Scott Harris, Teddy Geiger)
14. Mutual – 2:28 (Shawn Mendes, Geoff Warburton, Scott Harris, Teddy Geiger, Ian Kirkpatrick)
15. Queen – 3:24 (Shawn Mendes, Geoff Warburton, Scott Harris, Teddy Geiger)
16. When You're Ready – 2:49 (Shawn Mendes, Geoff Warburton, Scott Harris, Teddy Geiger, Amy Allen)

## Classifiche

### Classifiche settimanali
| Classifica (2018) | Posizione massima |
| ----------------- | ----------------- |
| Australia         | 1                 |
| Austria           | 1                 |
| Belgio (Fiandre)  | 1                 |
| Belgio (Vallonia) | 4                 |
| Canada            | 1                 |
| Corea del Sud     | 46                |
| Danimarca         | 2                 |
| Finlandia         | 6                 |
| Francia           | 10                |
| Germania          | 3                 |
| Giappone          | 38                |
| Irlanda           | 2                 |
| Italia            | 2                 |
| Lettonia          | 6                 |
| Lituania          | 4                 |
| Norvegia          | 2                 |
| Nuova Zelanda     | 2                 |
| Paesi Bassi       | 1                 |
| Polonia           | 5                 |
| Portogallo        | 2                 |
| Regno Unito       | 3                 |
| Repubblica Ceca   | 4                 |
| Slovacchia        | 6                 |
| Spagna            | 1                 |
| Stati Uniti       | 1                 |
| Svezia            | 5                 |
| Svizzera          | 1                 |
| Ungheria          | 9                 |

### Classifiche di fine anno
| Classifica (2018) | Posizione |
| ----------------- | --------- |
| Messico           | 2         |
| Nuova Zelanda     | 26        |
| Classifica (2019) | Posizione |
| Danimarca         | 22        |
| Francia           | 123       |
| Islanda           | 90        |
| Nuova Zelanda     | 39        |
| Portogallo        | 82        |
| Classifica (2020) | Posizione |
| Australia         | 76        |
| Belgio (Fiandre)  | 106       |
| Canada            | 50        |
| Paesi Bassi       | 100       |
| Stati Uniti       | 90        |

### Classifiche di fine decennio
| Classifica (2010-19) | Posizione |
| -------------------- | --------- |
| Paesi Bassi          | 78        |
| Stati Uniti          | 195       |